# Misery (Beatles-dal)
A Misery a Beatles együttes dala 1963-ból. A Please Please Me c. albumon adták ki, önálló kislemezként nem került forgalomba. Szerzői John Lennon és Paul McCartney voltak. A dal felvételei 1963 februárjában voltak. A lemez a rövidebb Beatles-számok egyike, alig 110 másodperces.
A dal az együttes újszerű dalai közé tartozott, mivel a dal üteme egyre növekszik, a szövege is intenzívebb. A dal ezután a vége felé egyre lassabb. Ez meghatározó szerepet játszott a zenekar későbbi stílusában. 

## Közreműködött
- Ének: John Lennon, Paul McCartney

Hangszerek:
- John Lennon: akusztikus gitár
- Paul McCartney: basszusgitár
- George Harrison: gitár
- Ringo Starr: dob
- George Martin: zongora